# Building the Perfect Beast
Building the Perfect Beast är Don Henleys andra soloalbum, utgivet i november 1984.
"The Boys of Summer", "All She Wants to Do Is Dance", "Not Enough Love in the World" och "Sunset Grill" släpptes som singlar. I synnerhet de två förstnämnda blev framgångsrika, med topp 10-placeringar på Billboard Hot 100. Albumet nådde 13:e plats på Billboardlistan.
Monica Törnell har spelat in "Jag kan se dig", en coverversion av "The Boys of Summer" med svensk text av Peter R. Ericson, vilken finns på samlingsalbumet Eldorado. Äventyret fortsätter... (1987).

## Låtlista
1. "The Boys of Summer" (Mike Campbell, Don Henley) - 4:45
2. "You Can't Make Love" (Don Henley, Danny Kortchmar) - 3:34
3. "Man With a Mission" (Don Henley, Danny Kortchmar, J.D. Souther) - 2:43
4. "You're Not Drinking Enough" (Danny Kortchmar) - 4:40
5. "Not Enough Love in the World" (Don Henley, Danny Kortchmar, Benmont Tench) - 3:54
6. "Building the Perfect Beast" (Don Henley, Danny Kortchmar) - 4:59
7. "All She Wants to Do Is Dance" (Danny Kortchmar) - 4:28
8. "A Month of Sundays" (Don Henley) - 4:31
9. "Sunset Grill" (Don Henley, Danny Kortchmar, Benmont Tench) - 6:22
10. "Drivin' With Your Eyes Closed" (Don Henley, Danny Kortchmar, Stan Lynch) - 3:41
11. "Land of the Living" (Don Henley, Danny Kortchmar) - 3:24